# Куп'як Дмитро Юрійович
Дмитро Юрійович Куп'як (6 листопада 1918, с. Яблунівка, нині Золочівського району Львівської області — 13 червня 1995, Торонто, Канада) — активний діяч ОУН та СБ ОУН, підприємець та меценат.

## Життєпис
Народився 6 листопада 1918 року в Яблунівці, нині Золочівського району Львівської області у незаможній селянській родині Юрія і Ганни Куп'яків. Мав брата Михайла (1912—1945), який теж належав до ОУН і загинув у бою із загоном НКВС.
З 1938 року член ОУН, обіймав посаду підрайонного провідника. 7 листопада 1938 заарештований польською владою та засуджений 16 лютого 1939 до 3 років ув'язнення. Вийшов на волю 15 вересня 1939 року.
Закінчив у 1943 році торговельну школу у Львові.

### В СБ ОУН
З осені 1941 року співробітник крайової референтури СБ ОУН на Західно-Українських землях. Командир боївки СБ ОУН ЗУЗ (поч. 1944–10.1945), з якою брав участь в наскоку на Радехів 26.04.1945. Використовував псевдонім «Клей».

### На еміграції
Виїхав нелегально у кінці 1945 року до Польщі, а згодом перебрався до Німеччини.
З червня 1947 року мешкав у Англії, а рівно через рік виїхав до Канади. Мешкав в Едмонтоні, а згодом у Торонто. В Канаді Дмитро Куп'як одружився 1953 року із Стефанією Хоркавою — дочкою українських емігрантів. Був успішним бізнесменом, власником ресторану та готелю.
У 1964 уряд СРСР почав вимагати видачі Куп'яка для засудження. Це викликало широкий резонанс в Канаді та інших країнах заходу й дало змогу ще раз висвітлити причини боротьби Дмитра Куп'яка проти радянської окупації. Уряд Канади відмовився виконувати вимоги Радянського Союзу.
1972 року взяв участь у виборах до федерального парламенту Канади від Прогресивно-Консервативної партії Канади.
Дмитро Куп'як автор книги «Спомини нерозстріляного», де описав свою боротьбу за волю України. Книга «Спомини нерозстріляного» була опублікована у 1991 році в Торонто, а у 1993 році була перевидана на львівському видавництві «Каменяр».
Помер у Торонто (Канада) після тривалої важкої хвороби 13 червня 1995 року. Його особиста бібліотека була передана з Канади до міста Буська та села Яблунівки.

## Вшанування пам'яті
Відповідно до рішення сесії Буської районної ради, Яблунівській ЗОШ надано ім'я Дмитра Куп'яка. Також відкрито меморіальну таблицю на приміщенні школи, а на будинку, де він народився, встановлено пам'ятний знак.
Дружина Куп'яка Стефанія постійно надає школі матеріальну допомогу, зокрема за її кошти було оновлено фасад. Найкращі вихованці Буської гімназії отримують стипендію імені Дмитра Куп'яка.

## Кінематографія
- Художній фільм «Яблунівські шляхи» (реж. Є. Бондаренко, 1979 рік). У ролі Дмитра Куп'яка — Народний артист України Кузьменко Олександр Федорович[5].